# Rémy Kraska
Rémy Kraska est un joueur français de volley-ball né le 14 janvier 1983. Il mesure 1,92 m et joue libéro. Il est le capitaine du Nice Volley depuis plusieurs saisons. À l'issue de la saison 2013/2014, où Nice finit Vice Champion de France de Ligue B, il prend sa retraite sportive. 
Il  a plusieurs sélections en équipe de France jeune. 

## Clubs
| Club               | Pays   | De        | À         |
| ------------------ | ------ | --------- | --------- |
| Harnes Volley-Ball | France | 2005-2006 | 2005-2006 |
| Dunkerque GLVB     | France | 2006-2007 | 2006-2007 |
| Nice Volley-Ball   | France | 2007-2008 | 2013-2014 |

## Palmarès
2014 - Vice Champion France Ligue B 